# Information Gathering Satellite

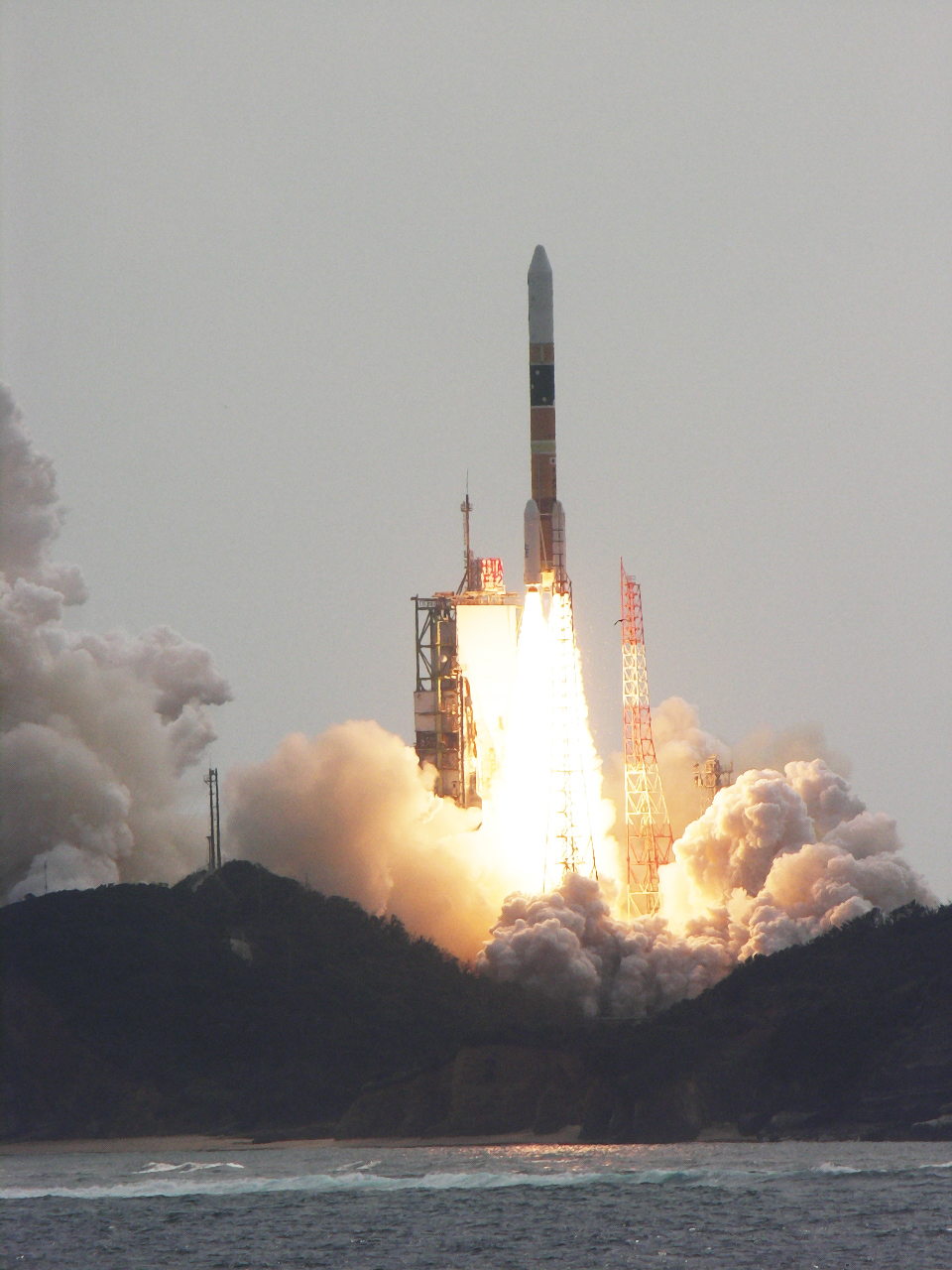
Satellitenstart im Februar 2007

Als Information Gathering Satellite (IGS, jap. 情報収集衛星, jōhō shūshū eisei) werden Satelliten eines japanischen Spionagesatellitenprogrammes bezeichnet. Zu dieser Baureihe gehören sowohl optische als auch Radaraufklärungssatelliten.

## Geschichte
Das Programm wurde als Reaktion auf die nordkoreanischen Raketentest der Taepodong-Rakete mit Flugbahn Richtung Japan im Jahr 1998 gestartet. Seine Hauptaufgabe ist die Frühwarnung bei Raketenstarts in der Nachbarschaft von Japan. Allerdings ist darauf hinzuweisen, dass Erdbeobachtung ein relativ neuer Bereich für Japan ist. Die erste japanische Mission MOS-1 in diesem Bereich erfolgte erst im Jahr 1987. Aus diesem Grund fehlt es Japan noch an einigen Technologiedetails im Bereich mit einer Auflösung von einem Meter und weniger. Das Programm steht unter der Kontrolle des Naikaku Jōhō Chōsashitsu beim Kabinettssekretariat und soll sowohl militärische als auch Fernerkundungsdaten für Naturkatastrophen liefern. Die zivile Nutzung ist von Bedeutung, weil ein japanisches Gesetz von 1969 militärische Raumfahrtaktivitäten reglementiert.
Japan investierte etwa 250 Milliarden Yen vor dem ersten Start für die Entwicklung der Satelliten und weitere 50 Milliarden Yen für die Bodenstation. Jeder einzelne Satellit kostet etwa 50 Milliarden Yen. Die Betriebskosten belaufen sich auf etwa 40 Milliarden Yen pro Jahr.
Gestartet werden die Satelliten vom Startplatz Yoshinobu des Tanegashima Space Center mit einer Rakete vom Typ H-II-A. Das erste Paar von Satelliten, IGS-1A und IGS-1B, wurde am 28. März 2003 gestartet. Es handelte sich dabei jeweils um einen 850 kg schweren im optischen Bereich mit einem Meter Auflösung arbeitenden (1A) und einen 1200 kg schweren mit Radar mit synthetischer Apertur (1B) mit drei Metern Auflösung arbeitenden Satelliten mit einer geplanten Lebensdauer von jeweils fünf Jahren. Die von Mitsubishi Electric (MELCO) gebauten Satelliten arbeiteten bis zum März 2007. Das Programm erlitt einen großen Rückschlag, als Japan das zweite Paar Satelliten aufgrund eines Fehlstarts der H-2A im November 2003 verlor. Einer der beiden ausgebrannten Feststoff-Booster hatte sich nicht von der Rakete getrennt. Durch das zusätzliche Gewicht konnte die H-II-A-Rakete nicht den Orbit erreichen. 11 Minuten nach dem Start wurde sie aus Sicherheitsgründen durch Fernsteuerung in 422 km Höhe gesprengt. Der Start von IGS-3A erfolgte dann einzeln im September 2007. Ein weiteres Paar, IGS-4A und IGS-4B (manchmal auch 3B bezeichnet, da 3A nur einzeln gestartet wurde), erfolgte durch eine H-2A-Rakete vom Tanegashima Space Center im Februar 2007.

## Startliste
Stand der Liste: 10. November 2024
| Datum (UTC)        | Satellit                      | NSSDC ID            | Trägerrakete | Orbit                                                       | Bemerkungen |
| ------------------ | ----------------------------- | ------------------- | ------------ | ----------------------------------------------------------- | --- |
| 28. März 2003      | IGS-Optical 1 IGS-Radar 1     | 2003-009A 2003-009B | H-IIA 2024   | 500 km, Inklination 97,3°                                   | 1B fiel am 25. März 2007 wegen Problemen mit seiner Stromversorgung aus                                                                                          |
| 29. November 2003  | IGS-Optical (2) IGS-Radar (2) | 2003-F02            | H-IIA 2024   | –                                                           | Fehlstart, Rakete musste gesprengt werden, da die Düse eines Boosters durchgebrannt war und eine für die Boostertrennung benötigte Einrichtung beschädigt wurde. |
| 11. September 2006 | IGS-Optical 2                 | 2006-037A           | H-IIA 202    | 484 × 491 km, Inklination 97,3°                             | rein optischer Satellit |
| 24. Februar 2007   | IGS-Radar 1 IGS-Optical 3V    | 2007-005A 2007-005B | H-IIA 2024   | 481 km × 494 km, Inklination 97,2°, Umlaufzeit 94,4 min     | Radar-Satellit und optischer Testsatellit (Test einer verbesserten Version)                                                                                      |
| 29. November 2009  | IGS-Optical 3                 | 2009-066A           | H-IIA 202    |                                                             | optischer Satellit |
| 23. September 2011 | IGS-Optical 4                 | 2011-050A           | H-IIA 202    |                                                             | optischer Satellit |
| 12. Dezember 2011  | IGS Radar-3                   | 2011-075A           | H-IIA 202    |                                                             | Radar-Satellit |
| 27. Januar 2013    | IGS-Radar 4 IGS-Optical 5V    | 2013-002A 2013-002B | H-IIA 202    | Inklination 97,4°                                           | Radar-Satellit und Test eines hochauflösenden optischen Satelliten                                                                                               |
| 1. Februar 2015    | IGS-Radar Spare               | 2015-004A           | H-IIA 202    |                                                             | Radar-Satellit |
| 26. März 2015      | IGS-Optical 5                 | 2015-015A           | H-IIA 202    |                                                             | optischer Satellit |
| 17. März 2017      | IGS-Radar 5                   | 2017-015A           | H-IIA 202    |                                                             | Radar-Satellit |
| 27. Februar 2018   | IGS-Optical 6                 | 2018-021A           | H-IIA 202    |                                                             | optischer Satellit |
| 12. Juni 2018      | IGS-Radar 6                   | 2018-052A           | H-IIA 202    | 507,4 km × 508,8 km Inklination: 97,4° Umlaufzeit: 94,6 min | Radar-Satellit |
| 9. Februar 2020    | IGS-Optical 7                 | 2020-009A           | H-IIA 202    |                                                             | optischer Satellit |
| 26. Januar 2023    | IGS-Radar 7                   | 2023-012A           | H-IIA 202    |                                                             | Radar-Satellit |
| 12. Januar 2024    | IGS-Optical 8                 | 2024-010A           | H-IIA 202    |                                                             | optischer Satellit |
| 26. September 2024 | IGS-Radar 8                   | 2023-176A           | H-IIA 202    |                                                             | Radar-Satellit |